# Green Island, Newfoundland (Fortune Bay)
Green Island är en ö i Kanada.   Den ligger i provinsen Newfoundland och Labrador, i den östra delen av landet, 1 500 km öster om huvudstaden Ottawa. Arean är 0,36 kvadratkilometer. Ön ligger i viken Fortune Bay.
Terrängen på Green Island är mycket platt. Öns högsta punkt är 33 meter över havet. Den sträcker sig 0,6 kilometer i nord-sydlig riktning, och 0,9 kilometer i öst-västlig riktning.